# Scalmicauda tessmanni
Scalmicauda tessmanni är en fjärilsart som beskrevs av Embrik Strand 1911. Scalmicauda tessmanni ingår i släktet Scalmicauda och familjen tandspinnare. Inga underarter finns listade.

## Bildgalleri

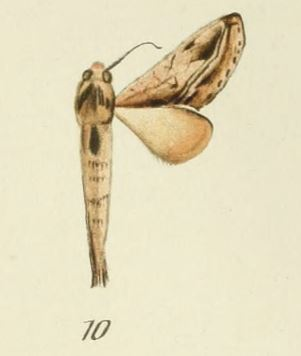